# Брянская операция
Брянская наступательная операция (17 августа — 3 октября 1943 года) — наступательная операция войск советского Брянского фронта (командующий — генерал армии М. М. Попов) в ходе Великой Отечественной войны по освобождению территории нынешней Брянской области. Проводилась одновременно с битвой за Днепр в Великой Отечественной войне.

## Планирование операции
Основными целями операции являлись захват плацдарма на западном берегу реки Десны и освобождение Брянского промышленного района. Это позволило бы создать условия для дальнейшего наступления на запад, а также лишить немцев контроля над самым важным транспортным узлом на центральном участке Восточного фронта — Брянском. В числе тактических задач, поставленных перед соединениями Брянского фронта, главными были: прорыв оборонительного рубежа, заранее сооружённого немцами восточнее Брянска и Навли, разгром войск 9-й армии вермахта, выход к Десне, форсирование её северо-западнее и южнее Брянска, захват плацдарма на западном берегу реки и дальнейшее развитие наступления в направлении Гомеля.
Наибольшая трудность на начало операции состояла в том, что немецкие войска занимали оборону по заранее созданному и полностью занятому войсками оборонительному рубежу «Хаген», на котором они уже сумели остановить наступление советских войск на завершающем этапе Орловской операции «Кутузов» 17—18 августа 1943 года.
Согласно плану, наступление должны были начать войска левого крыла (63-я и часть сил 11-й гвардейской армий) в общем направлении на Локоть. После прорыва ими немецкой обороны планировалось развитие наступления 3-й и 11-й гвардейской армий в восточной части Брянских лесов, когда оборона противника на этом участке будет ослаблена в связи с развёрнутым южнее наступлением. На правом фланге предполагалось, что 50-я армия — правое крыло операции — нанесёт фланговый удар из района юго-западнее Кирова (полоса Западного фронта) в южном направлении и во взаимодействии с 3-й армией и 11-й гв. армиями уничтожит кировскую группировку противника, не допустив её отхода за Десну. Таким образом, штаб фронта спланировал двойной удар по сходящимся направлениям. Времени на подготовку операции было выделено недостаточно.

## Начало операции
С 17 по 26 августа 1943 года советские войска безуспешно пытались прорвать немецкую оборону. Стало ясно, что для успеха необходимо было или остановить наступление и заниматься длительной подготовкой войск (что было крайне нежелательно в условиях одновременного наступления всех советских фронтов от Смоленска до Чёрного моря) или найти иное нестандартное решение. Такое решение нашёл командующий Брянским фронтом М. М. Попов. Об этом подробно рассказал в своих воспоминаниях генерал армии Штеменко С. М.:
Фронт, как известно, успешно громил орловскую группировку противника в ходе нашего контрнаступления летом 1943 г. и в течение длительного времени безостановочно шёл вперёд. К началу сентября он оказался перед мощной обороной немецко-фашистских войск, проходившей по восточному краю широкой полосы Брянских лесов. Сил для разгрома врага у фронта, понёсшего к тому времени серьёзные потери, не хватало. В поисках путей решения задачи командующий фронтом генерал М. М. Попов 5 сентября 1943 г. натолкнулся в разведсводке соседнего справа Западного фронта на упоминание о лёгком захвате небольшой высоты на стыке с Брянским фронтом, ранее неоднократно и безуспешно атакованной нашими войсками. Были пленены солдаты противника из нестроевых частей. Стали выяснять, почему так произошло. Оказалось, что ранее оборонявшие высоту гитлеровские части перегруппировались на другие участки обороны, а сюда были выведены подразделения, сформированные из тыловиков.
Тогда-то у М. М. Попова и возникла мысль нанести удар через полосу соседа в районе захваченной у противника высоты, прорвать ослабленную здесь оборону и бросить в прорыв кавалерийский корпус генерала В. В. Крюкова. Стремительный рывок массы конницы, направленный в тыл главных сил противника перед Брянским фронтом, должен был, по мысли командующего фронтом, дезорганизовать оборону немецко-фашистских войск.
Ставка не сразу дала тогда согласие на проведение операции из-за её рискованности. Предстояло, в частности, перегруппировать вдоль фронта значительную массу войск и действовать через полосу соседа. Такого рода перегруппировки, проводимые в непосредственной близости от противника (а в данном случае было именно так), очень опасны. К тому же на успех операции можно было надеяться только в случае внезапности действий. Чтобы обеспечить последнюю, нельзя было на той местности перетягивать в другой район артиллерию Брянского фронта и приходилось рассчитывать только на удары авиации и «катюш». Комфронта решил использовать артиллерию соседа — 10-й армии Западного фронта, но её было мало, а боеприпасов и того меньше. Поэтому снаряды для орудий соседа приходилось нести на руках тем войскам, которые перегруппировывались для задуманного флангового удара. Конечно, все передвижения предстояло проводить только ночью, при строжайшей маскировке, а перегруппировку сил выполнить всего за 40 часов на расстояние 80—100 км. Не было сомнений, что даже при самых благоприятных обстоятельствах коннице предстояли в тылу противника чрезвычайно тяжёлые бои.
Не один раз Верховный Главнокомандующий задавал тогда Генеральному штабу вопрос: какая вероятность успеха есть у этой операции? Ответ был однозначным — все были убеждены в успехе замысла командующего Брянским фронтом. По настоянию М. М. Попова днём 5 сентября 1943 г. А. И. Антонов доложил И. В. Сталину ещё раз по поводу флангового удара Брянского фронта и высказался за проведение операции. Верховный Главнокомандующий, однако, сам позвонил тогда командующему фронтом и спросил, ручается ли тот за успех. Командующий поручился. Начало наступления здесь же наметили на утро 7 сентября.

Подготовка операции проходила при самом жёстком контроле со стороны командования за соблюдением мер сохранения тайны. Фланговый удар был осуществлён с большим искусством. Поставленный под угрозу разгрома с тыла, противник бросил полосу Брянских лесов и быстро откатился за Сож и Днепр.

## Развитие операции
1 сентября возобновили наступление войска левого (южного) крыла оперативной группировки. Лишь 7 сентября, когда внимание противника на этом участке фронта было привлечено к силам левого крыла, удар нанесла 50-я армия (И. В. Болдин). Она вклинилась в глубину расположения войск противника на 60-70 км, форсировав Десну выше Брянска и захватив плацдарм на западном берегу реки. Все это способствовало отвлечению внимания и ослаблению обороны немецко-фашистских войск на центральном участке операции, где силы 3-й (А. В. Горбатов) и 11-й (И. И. Федюнинский) армий развернули наступление и 13 сентября заняли железнодорожные узлы Брянск-1 и Брянск-2, вплотную подойдя к Брянску. 17 сентября войска 11-й гв. армии при поддержке партизанских соединений форсировали Десну и после упорных боёв овладели городами Брянском и Бежицей. 20 сентября началось преследование противника во всей полосе наступления. Для преследования была специально сформирована конно-механизированная группа из кавалерийских и танковых частей фронта. Развивая наступление, 50-я армия вступила на территорию Белоруссии и освободила 26 сентября город Хотимск. К 3 октября войска Брянского фронта вышли на реку Сож, форсировали её и захватили плацдарм на правом берегу реки, создав благоприятные условия для дальнейшего наступления на гомельском направлении.

## Итоги операции
Войска Брянского фронта полностью выполнили поставленную задачу, успешно форсировав реку Десна и освободив Брянский промышленный район, а также значительную территорию к западу от него и часть Белоруссии. Разгромив брянскую группировку противника, войска фронта продвинулись до 240—260 км и вышли на рубеж Кричев, Краснополье, Ветка. Севернее Гомеля на р. Сож захватили плацдарм. Были созданы условия для дальнейшего наступления на запад. Таким образом, был освобождён один из крупнейших районов партизанской борьбы — Брянские леса, многие партизаны, выйдя из лесов, влились в ряды Рабоче-крестьянской Красной армии. 17 сентября 1943 года освободили города Брянск и Бежица.
В боях за города Брянск и Бежица разгромлены немецкие 339-я, 110-я, 707-я, 95-я, 299-я и 134-я пехотные дивизии.
В отечественной военной науке действия командования Брянского фронта в этой операции изучались как поучительный пример в плане творческого подхода к управлению войсками и проведению наступательных операций.
За отличие в боях при форсировании реки Десна и при овладении важнейшими опорными пунктами обороны немцев на рубеже реки Десна, крупными промышленными центрами — городами Брянск и Бежица 11 частям и соединениям были присвоены почётные наименования «Брянских», 5 — «Бежицких»:
- 2-й гвардейский авиационный Брянский корпус авиации дальнего действия;
- 197-я стрелковая Брянская дивизия,
- 323-я стрелковая Брянская дивизия,
- 3-я гвардейская Брянская истребительная авиационная дивизия,
- 4-я гвардейская авиационная Брянская дивизия дальнего действия,
- 277-й Брянский инженерный батальон,
- 140-й Брянский инженерно-сапёрный батальон,
- 4-я Бежицкая стрелковая дивизия,
- 273-я Бежицкая стрелковая дивизия,
- 313-я Бежицкая ночная ближнебомбардировочная авиационная дивизия,
- 310-й гвардейский Бежицкий миномётный полк,
- 74-й гвардейский Бежицкий миномётный полк.

17 сентября — День освобождения — стал в Брянске Днём города. В честь генералов, возглавлявших соединения, отличившиеся при освобождении города и области, в Брянске названы улицы.